# روبرت إتش بولتون
روبرت إتش بولتون (بالإنجليزية: Robert H. Bolton)‏ هو مصرفي وضابط أمريكي، ولد في 19 يونيو 1908 في الإسكندرية في الولايات المتحدة، وتوفي في 15 يوليو 2003.